# Élections municipales comoriennes de 2020
Les élections municipales comoriennes de 2020 ont lieu le 23 février 2020 aux Comores afin de renouveler les conseillers des municipalités du pays. Le scrutin a lieu en même temps que le second tour des législatives,.